# ريتشارد جينس
ريتشارد جينس (بالإنجليزية: Richard Janes)‏ هو مخرج بريطاني، ولد في 1978 في غلدفورد في المملكة المتحدة.

## وصلات خارجية
- ريتشارد جينس على موقع IMDb (الإنجليزية)
- ريتشارد جينس على موقع أول موفي (الإنجليزية)
- ريتشارد جينس على موقع قاعدة بيانات الأفلام السويدية (السويدية)
- ريتشارد جينس على موقع قاعدة بيانات الفيلم (الإنجليزية)
- ريتشارد جينس على موقع كينوبويسك (الروسية)